# Завъртете всички сфери
„Завъртете всички сфери“ е български игрален филм (драма) от 1983 година на режисьора Илко Дундаков, по сценарий на Никола Петров. Оператор е Бойко Калев. Музиката във филма е композирана от Ангел Михайлов.

## Актьорски състав
- Георги Кишкилов – Директорът
- Мая Зуркова – Госпожица Гаврилова
- Антония Чолчева – Председателката на благотворителното дружество
- Божидар Горанов -- Главна роля във филма
- Чавдар Монов
- Михаил Еленов
- Рени Врангова
- Тодор Керязов
- Мария Стефанова
- Антония Драгова
- Евтим Дяков
- Ивайло Димитров
- Велин Петров
- Пламен Манасиев
- Деян Бакалов
- Димитрина Димитрова
- Петър Божилов
- Емил Марков
- Божидар Лечев
- Николай Лилянов
- Стойчо Попов
- Петър Чернев
- Владимир Давчев
- Христо Дерменджиев